# Syndipnus atricornis
Syndipnus atricornis är en stekelart som först beskrevs av Thomson 1883.  Syndipnus atricornis ingår i släktet Syndipnus och familjen brokparasitsteklar. Arten är reproducerande i Sverige. Inga underarter finns listade i Catalogue of Life.